# Traje español

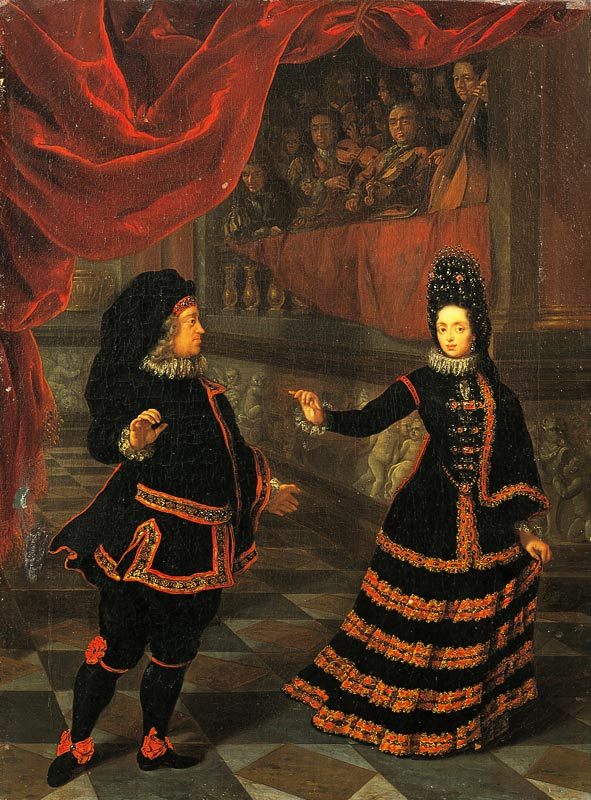
Los electores del Palatinado bailando en traje español, por Jan Frans van Douven, 1695.

Traje español y vestido español son diversos tipos de indumentaria identificados con la manera tradicional de vestir en España, con las costumbres españolas o con una idea más o menos tópica de lo español. Proyección del traje español son los variados ejemplos de la indumentaria regional o trajes regionales, asociados a los bailes regionales y otras manifestaciones del folclore. Para referirse a los productos de la industria textil española y del diseño de moda en España se suele emplear las expresiones Moda de España o moda española.

## Traje y vestido
De forma convencional, para la indumentaria masculina se utiliza la expresión traje y para la femenina la expresión vestido.
Traje español es una definición antigua acuñada en el siglo XIV en Europa y asociada entonces a la vestimenta de la corte española. También se ha relacionado con acontecimientos concretos por la respuesta popular o nacionalista a la introducción de una moda foránea o una imposición legal, como el motín de Esquilache de 1766, defendiendo la capa larga y el sombrero de ala ancha o chambergo, contra la capa corta o recortada y el sombrero de tres picos o el tricornio, que el casticismo consideró extranjerizante. El Marqués de Lozoya publicó en 1962 un estudio sobre El traje español en la época de Goya, con grabados de comienzos del siglo XIX.
Vestido español es un concepto igualmente ambiguo, y muchas veces reducido al vestido femenino e identificado por tópico e ignorancia con el traje de flamenca (como suele ocurrir con el baile español y en otros contextos culturales con el traje goyesco del siglo XVIII, a partir de su representación pictórica por Francisco de Goya). El supuesto 'vestido español' también ha sido pervertido por interpretaciones de viajeros extranjeros en la España del siglo XIX, como en el ejemplo del cuadro de Édouard Manet titulado Mujer tendida con vestido español (1862), copia de la Maja vestida.

## Fuentes pictóricas

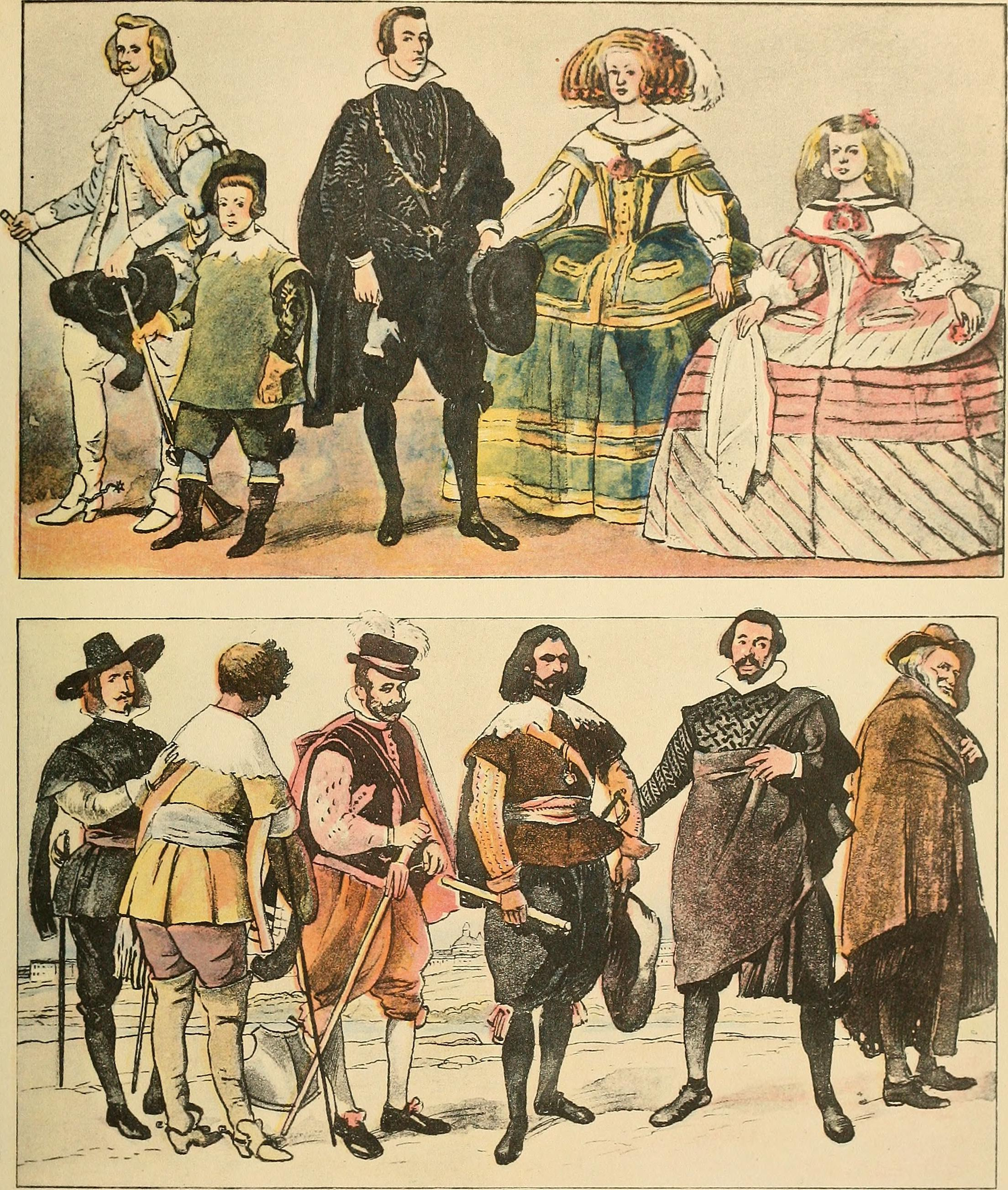
Galería de modelos velazqueños.

## El traje típico

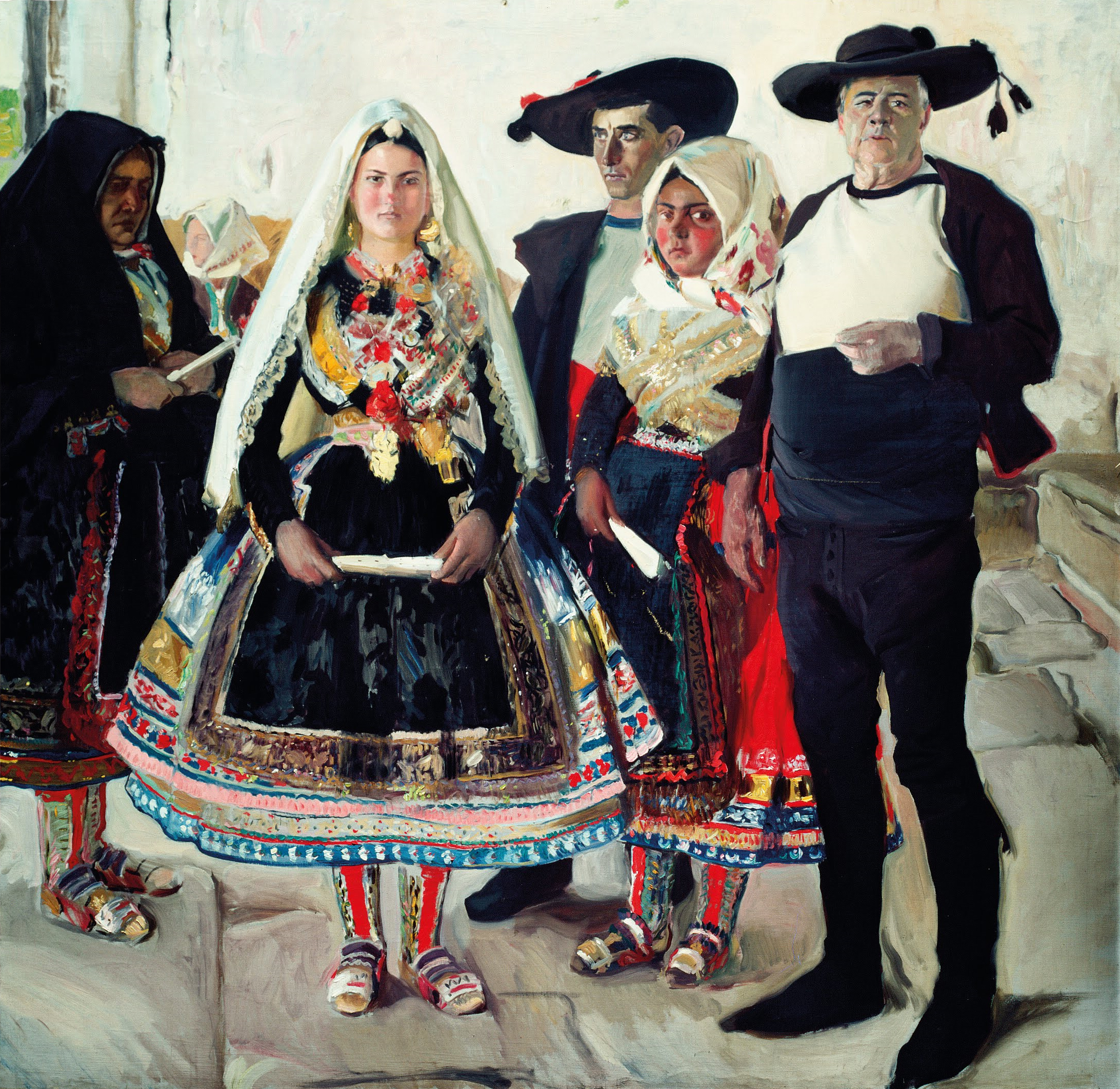
Joaquín Sorolla y Bastida Indumentaria lagarterana (1912). Trajes tradicionales de Lagartera (Toledo, España).